# Järvsö
Järvsö is een dorp in de Zweedse gemeente Ljusdal, in de provincie Gävleborgs län. Het ligt ongeveer 320 kilometer ten noorden van Stockholm. In 2005 had het dorp 1.385 inwoners en een oppervlakte van 214 hectare.
Het dorp is vooral bekend doordat het een van de grootste skigebieden van Zweden is, Järvsöbacken. Verder is er een bekend dierenpark, Järvzoo, waar een pad door het bos loopt en waar je alle Scandinavische dieren kunt zien.

## Verkeer en vervoer
Bij de plaats loopt de Riksväg 83.
De plaats heeft een station aan de spoorlijn Ånge - Storvik.

## Bekende mensen
- Lill-Babs (1938-2018), zangeres
- Tommy Nilsson (1960), artiest